# Ritten till havet
Ritten till havet (engelska: Riders to the Sea) är en opera i en akt med musik av Ralph Vaughan Williams. Librettot av tonsättaren bygger på dramat Ritten till havet av den irländske författaren John Millington Synge.

## Historia
Partituret var klart 1927,, men operan hade urpremiär först den 1 december 1937 vid Royal College of Music i London. Den uppfördes på  Sadler's Wells i London 1953. Den svenska premiären ägde rum på Södra Teatern i Stockholm den 4 februari 1978. Av Vaughan Williams operor är denna den mest framgångsrika och den enda som brukar spelas utanför Englands gränser.

## Personer
- Nora (sopran)
- Cathleen (sopran)
- Bartley (baryton)
- Maurya (kontraalt)
- En kvinna (mezzosopran)

## Handling
Operan utspelar sig i ett fiskeläge på Irland omkring år 1900 och handlingen följer troget Synges original med endast smärre ändringar. Änkan Maurya har sex söner. Innan operan börjar har hennes man och fyra söner drunknat och den femte saknas. 
På ön Arran. Nora ber sin syster Cathleen att hjälpa henne identifiera några kläder från en drunknad manskropp. Efter att förlorat sin far och fyra bröder är de skräckslagna att liket ska vara brodern Michael. De beslutar att gömma kläderna från modern Maurya som sover i rummet intill. Men Maurya ligger vaken och tänker på sonen Bartley som ska forsla hästar över havet till Galways marknad. När Bartley ger sig av blir systrarna onda på modern för att hon inte gav honom sin välsignelse, och de skickar iväg henne efter brodern. I hennes frånvaro hämtar de ner kläderna och inser att de verkligen tillhör Michael. De gör i ordning inför moderns hemkomst och gömmer kläderna igen. Maurya berättat att hon såg Michael rida bakom Bartley men när systrarna avslöjar detaljerna kring Michaels död inser modern att hennes syn var ett omen. Precis då bärs Bartleys kropp in, han har drunknat. Trots förlusten säger Maurya att nu kan havet inte längre åsamka henne mer lidande.